# 養父市立養父中学校
養父市立養父中学校（やぶしりつ やぶ ちゅうがっこう）は、兵庫県養父市にある公立中学校。

## 沿革
- 1947年（昭和22年）4月 - 養父町立養父中学校として創立。
- 1989年（平成元年）4月 - 養父町立広谷中学校、養父町立建屋中学校を統合。
- 2004年（平成16年）4月1日 - 養父郡4町が合併により養父市となったことに伴い、養父市立養父中学校に改称。

## 部活動
- 野球部
- 男子卓球部
- 男子バスケットボール部
- 男子ソフトテニス部
- ソフトボール部
- 女子バレーボール部
- 吹奏楽部

## 通学区域
養父市のうち旧養父町地域。以下の3小学校区に該当する。
- 養父市立建屋小学校
- 養父市立広谷小学校
- 養父市立養父小学校

## 卒業生
- 坂本誠志郎[1]（プロ野球選手）

## 通学区域が隣接している学校
- 養父市立八鹿青渓中学校
- 養父市立大屋中学校
- 朝来市立朝来中学校
- 朝来市立和田山中学校
- 豊岡市立出石中学校